# آنخل لوییس رودریگز دیاز
آنخل لوییس رودریگز دیاز (اسپانیایی: Ángel Luis Rodríguez Díaz‎؛ زادهٔ ۲۶ آوریل ۱۹۸۷) بازیکن فوتبال اهل اسپانیا است.
از باشگاه‌هایی که در آن بازی کرده‌است می‌توان به باشگاه فوتبال ایبار، باشگاه فوتبال تنریف، باشگاه فوتبال رئال مادرید کاستیا، باشگاه فوتبال الچه،  باشگاه فوتبال لوانته و باشگاه فوتبال رئال ساراگوسا اشاره کرد.